# 下延阴地蕨
下延阴地蕨（学名：Botrychium decurrens）为阴地蕨科阴地蕨属下的一个种。学名已修订，接受名为绒毛阴地蕨（Botrychium lanuginosum）。